# Resolución 1526 del Consejo de Seguridad de las Naciones Unidas
La resolución 1526 del Consejo de Seguridad de las Naciones Unidas, adoptada por unanimidad el 30 de enero de 2004, tras recordar las resoluciones 1267 (1999), 1333 (2000), 1363 (2001), 1373 (2001), 1390 (2001), 1452 (2002) y 1455 (2003) relativas al terrorismo, el Consejo endureció las sanciones contra Al Qaeda, los talibanes, Osama bin Laden y personas y grupos asociados. 

## Resolución
El Consejo de Seguridad instó a todos los Estados a aplicar la Resolución 1373 y reafirmó la necesidad de combatir las amenazas a la paz y la seguridad internacionales causadas por actos terroristas. Condenó a Al Qaeda y otros grupos asociados por los continuos ataques terroristas y reiteró su condena general de todos los actos terroristas.
Actuando en virtud del Capítulo VII de la Carta de las Naciones Unidas, el Consejo decidió mejorar la aplicación de las sanciones, incluida la congelación de activos financieros y fondos controlados por los talibanes, Al Qaeda, Osama bin Laden y otros grupos.  Las sanciones anteriores también incluían un embargo de armas y la prohibición de viajar contra esos grupos e individuos.  Se fortaleció el mandato del Comité establecido en la Resolución 1267 para incluir un papel central en la evaluación de la información relativa a la implementación efectiva de las restricciones y la formulación de recomendaciones. Las sanciones serían revisadas dentro de 18 meses.
Se instó a todos los Estados a cortar el suministro de activos y fondos financieros a las personas y organizaciones sancionadas y a establecer procedimientos internos para el control del dinero a través de las fronteras. Se creó un Equipo de Apoyo Analítico y Monitoreo de Sanciones para ayudar al Comité 1267 en el cumplimiento de su mandato por un período inicial de 18 meses, y tendría su sede en la ciudad de Nueva York.  El Secretario General Kofi Annan tuvo que nombrar a ocho personas con conocimientos pertinentes para integrar el equipo de vigilancia. Se requirió que se presentaran tres informes sobre la implementación de las sanciones por parte de los países y se sugirieran mejoras y, de ser necesario, el comité consideraría realizar visitas a países seleccionados para mejorar la implementación de las sanciones e informar al Consejo. También se solicitó al Comité una evaluación analítica en el plazo de 17 meses.
La resolución instó a todos los países a cooperar con el equipo de vigilancia y el Comité, destacando la necesidad de intercambiar información y proporcionar los nombres de las personas y entidades que deben ser sancionadas. Se fijó el 31 de marzo de 2004 como fecha límite para que los países proporcionaran los nombres de Al Qaeda, los talibanes y los miembros de grupos asociados que se encontraran en su territorio.  Al mismo tiempo, los Estados debían informar a las personas sancionadas sobre las medidas impuestas contra ellas e informar sobre las medidas que habían adoptado para aplicar las sanciones.